# 1835 en architecture
| Années de l'architecture : 1832 - 1833 - 1834 - 1835 - 1836 - 1837 - 1838    |
| Décennies de l'architecture : 1800 - 1810 - 1820 - 1830 - 1840 - 1850 - 1860 |

Cet article présente les faits marquants de l'année 1835 en architecture.

## Réalisations
- Le remaniement par John Nash du palais de Buckingham est terminé.

## Événements
- x

## Récompenses
- Royal Gold Medal : x.
- Prix de Rome : Charles Victor Famin.

## Naissances

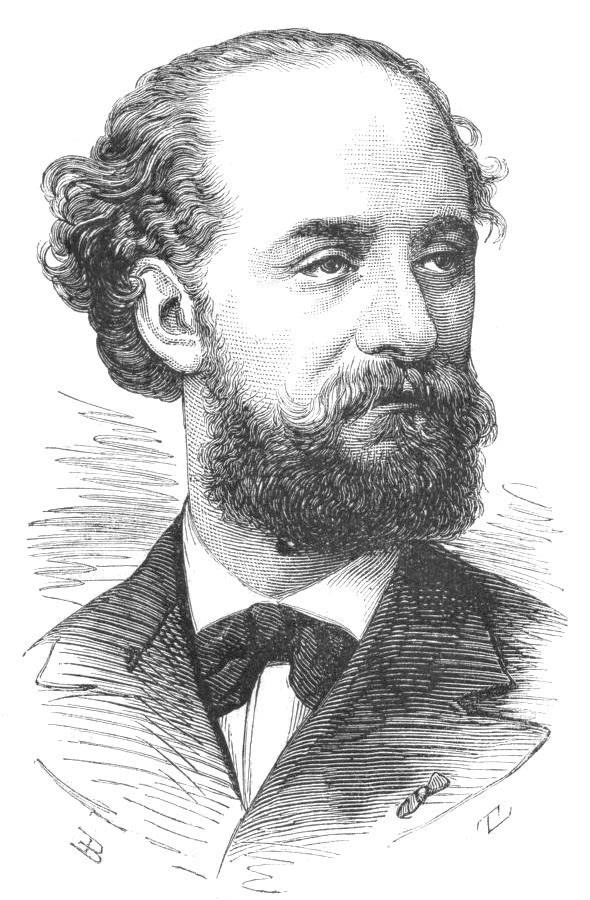
Jules Bourdais

- 6 avril à Brest : Jules Bourdais (décédé le 2 juin 1915 à Paris), architecte français.

## Décès
- 13 mai : John Nash, architecte britannique à l'origine de nombreuses réalisations de style régence à Londres  (° 18 janvier 1752).
- 3 septembre : Carlo Barabino (° 11 février 1768).